# Lublé
Lublé ist eine 140 Einwohner (Stand: 1. Januar 2022) zählende französische Gemeinde im Département Indre-et-Loire in der Region Centre-Val de Loire. Sie gehört zum Arrondissement Chinon (bis 2016: Arrondissement Tours) und zum Kanton Langeais. Die Einwohner werden Lubléens genannt.

## Lage
Die Gemeinde Lublé liegt an der Maulne an der Grenze zum Département Maine-et-Loire, etwa 30 Kilometer westnordwestlich des Stadtzentrums von Tours. Lublé wird umgeben von den Nachbargemeinden Marcilly-sur-Maulne und Braye-sur-Maulne im Norden, Villiers-au-Bouin im Nordosten, Château-la-Vallière im Osten, Saint-Laurent-de-Lin im Süden sowie Noyant-Villages im Westen.

## Bevölkerungsentwicklung
| Jahr                       | 1962 | 1968 | 1975 | 1982 | 1990 | 1999 | 2006 | 2012 | 2021 |
| Einwohner                  | 194  | 204  | 204  | 163  | 124  | 125  | 133  | 142  | 139  |
| Quellen: Cassini und INSEE |      |      |      |      |      |      |      |      |      |

## Sehenswürdigkeiten
- Kirche Saint-Martin-de-Vertou aus dem 11. Jahrhundert

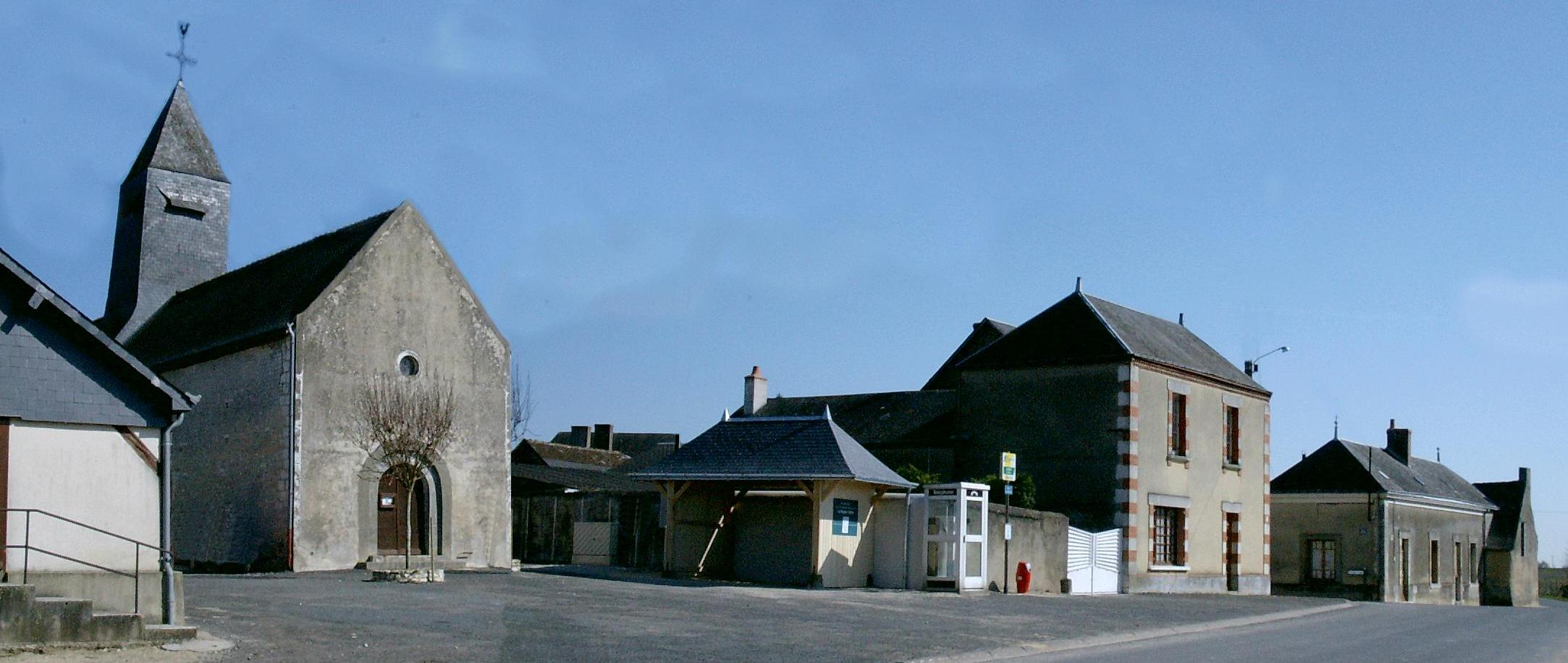
Kirche Saint-Martin-de-Vertou
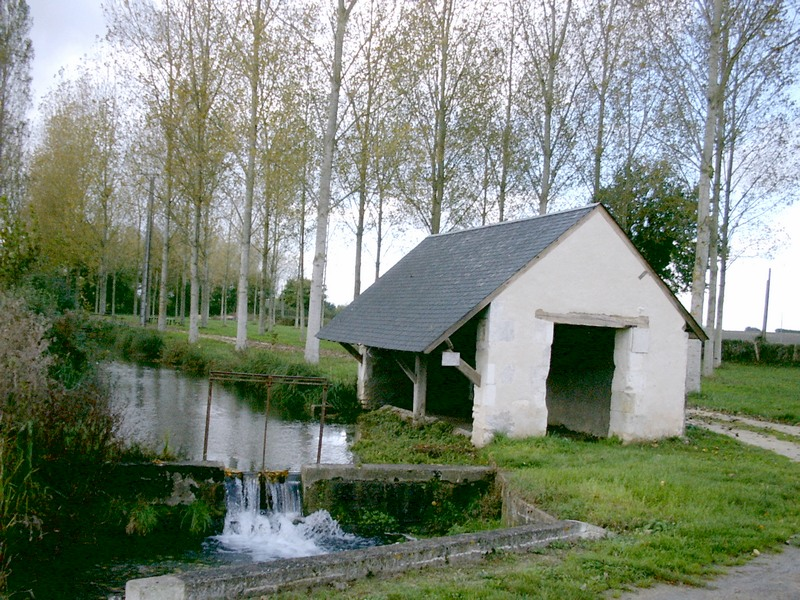
Ehemaliges öffentliches Waschhaus
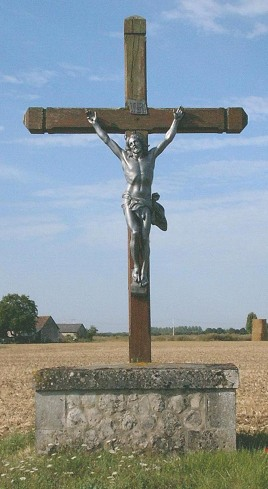
Calvaire